# Cubaris galbineus
Cubaris galbineus är en kräftdjursart som först beskrevs av Johann Friedrich von Eschscholtz 1823.  Cubaris galbineus ingår i släktet Cubaris och familjen Armadillidae. Inga underarter finns listade i Catalogue of Life.